# ロドリゴ・ヘルマデ
ロドリゴ・ヘルマデ（スペイン語: Rodrigo Germade, 1990年8月23日 - ）は、スペイン・ガリシア州ポンテベドラ県カンガス出身のカヌースプリント選手（カヤック）。オリンピックのカヌー競技では2個のメダルを獲得している。

## 経歴
2021年に日本の東京で開催された東京オリンピックでは、サウル・クラビオット、マルクス・ワルツ、カルロス・アレバロとともに出場したK-4 500mで銀メダルを獲得した。
2023年にドイツのデュイスブルクで開催されたカヌースプリント世界選手権では、アドリアン・デル・リオとともに出場したK-2 500 mで銅メダルを獲得した。スペイン勢はこの大会で13個のメダル（金3個、銀5個、銅5個）を獲得している。同年にはスペイン王立カヌー連盟によって年間最優秀カヌー選手賞に選ばれた。
2024年にフランスのパリで開催されたパリオリンピックでは、サウル・クラビオット、マルクス・ワルツ、カルロス・アレバロとともに出場したK-4 500mで銅メダルを獲得した。